# Ormone antimulleriano
L'ormone antimulleriano (Anti-Müllerian Hormone, AMH) è un ormone glicoproteico con peso molecolare di 140 kDa che appartiene alla super-famiglia beta del fattore di crescita trasformante beta (TGF-β). Nei mammiferi è secreto dalle cellule del Sertoli del testicolo fetale durante le prime fasi di sviluppo.
È responsabile nel feto maschio della regressione dei dotti di Müller, strutture embrionali all'origine dell'utero, delle tube di Falloppio e della parte superiore della vagina.

## Dosaggio
Sebbene sia misurabile nei maschi durante l'infanzia e la vita adulta, l'AMH non è reperibile nelle 
femmine sino alla pubertà, quando, prodotto dalle cellule della granulosa dell'ovaia, controlla la formazione dei follicoli primari inibendo l'eccessiva stimolazione follicolare da parte dell'FSH. L'AMH viene misurato sul siero; nella donna, i livelli di AMH sono indosabili in menopausa e dopo asportazione delle ovaie, e quasi indosabili alla nascita. Crescono dopo la pubertà, quindi si stabilizzano in età adulta, poi iniziano a decrescere in funzione della riduzione della riserva ovarica.  Ciò dimostra che l'AMH derivi dall'ovaio.

## Ruolo
Ha quindi un ruolo nella follicologenesi e alcuni autori suggeriscono che la sua misurazione sia utile nel determinare alcune condizioni come la sindrome dell'ovaio policistico e la insufficienza ovarica primaria.

## Utilizzo del dosaggio
La presenza dell'AMH è correlata con il numero di follicoli antrali precoci e predice la risposta all'iperstimolazione ovarica controllata. Nelle tecniche di riproduzione assistita, il valore dell'AMH può predire il tasso di fecondazione, il numero e la qualità degli embrioni, la non-gravidanza, l'incidenza di aborto, o le nascite ma è al momento poco chiaro, specialmente a livello di AMH molto bassi.
L'AMH funge da regolatore della follicologenesi: in particolare, nel topo, la presenza di AMH si associa a una minore sensibilità alla stimolazione da FSH, mentre la sua assenza, in presenza di alte dosi di FSH, comporta una maggiore crescita follicolare.
Il dosaggio sierico dell'AMH è stato proposto come test di riserva ovarica: il suo decrescere a livelli minimali si potrebbe correlare ad un ridotto numero di follicoli ovarici, mentre un suo abnorme aumento si correla ad un eccesso di follicoli a stadio maturativo precocissimo, come nella PCOS. A differenza di altri test di riserva ovarica, come l'FSH e l'estradiolo, che devono essere dosati nei primissimi giorni del ciclo, l'AMH rimane costante durante tutte le fasi del ciclo mestruale, ed in gravidanza, potendosi pertanto misurare in qualunque momento. Questa sua caratteristica lo rendono un test più solido e più affidabile rispetto ai test che misurano FSH e estradiolo.
Inoltre, alcuni studi hanno dimostrato che la concentrazione dell'ormone antimulleriano (AMH) risulta essere importante nel determinare l'inizio della menopausa: in particolare, il livello di tale ormone nel siero risulta essere poco rilevabile circa cinque anni prima della menopausa.